# TR-1 (ミサイル)
```
TR-1 テンプ
 (
ロシア語
:
 
Темп-С
、
Temp-S;
 「スピード」の意) は、 
冷戦
中に
ソビエト連邦
が開発・配備した移動式
戦域弾道ミサイル
システムである。
NATOコードネーム
は SS-12 
スケールボード
。工場名は
9M76
、
GRAU
インデックスは
9К76
である。改良型は当初新型と考えられ、SS-22というNATOコードネームを与えられたが、後に元のSS-12に含められるようになった。1960年代半ばから配備された。 
```

TR-1は戦域司令官に核攻撃能力を与えるための移動式兵器として設計された。R-17 スカッドと同じ輸送起立発射機 (MAZ-543) を使用していたが、発射準備完了後にのみ中央から観音開き式に開かれる保護カバーが追加されていた。1988年から1989年にかけてすべて退役した。  

## 採用国
ソビエト連邦
TR-1を配備したのはソビエト連邦軍のみである。チェコスロバキアのフラニツェ・ナ・モラヴィエに39基、東ドイツにはケーニヒスブリュックに19基、ビショフスヴェルダに8基、ヴァーレンに22基、ヴォクールに5基など、ワルシャワ条約機構加盟国にも展開され、西ドイツ全域、スカンジナビア半島の一部の他、フランスやオランダを射程に収めていた。